# Laurențiu Duță
Laurențiu Duță (* 4. Mai 1976 in Năvodari) ist ein rumänischer Musikproduzent, Popsänger und Songwriter. Er ist seit 1997 Mitglied der rumänischen Pop- und Dance-Band 3rei Sud Est. Er arbeitete u. a. mit den Künstlern Elena Gheorghe, David Deejay und Andreea Bănică zusammen. Duță gewann mehrere Preise, darunter den Romanian Music Award for Best Producer im Jahr 2014.

## Werdegang
Duță wurde 1976 im rumänischen Badeort Năvodari im Kreis Constanța als Sohn des Musikers und Gitarristen Titi Duță geboren. Dort besuchte er von 1983 bis 1987 die lokale Grundschule, danach bis 1993 die Mittelschule. Nach seinem Abschluss studierte er drei Jahre Musik an der Universität Bukarest und lernte nebenbei Klavier und Gitarre spielen.
Im Alter von 17 Jahren begann Duță eigene Musikstücke zu komponieren und produzieren. 1993, zur Zeit seines Schulabschlusses, brachte er seinen ersten eigenen Song Cifre (Ziffern) heraus, und im selben Jahr trat Duță erstmals auf dem Mamaia-Festival, später auf dem Pop Music Festival auf.
1997 gründete er gemeinsam mit Viorel Șipoș und Mihai Budeanu das Pop-Trio AV37, das am Ende des Jahres in 3rei Sud Est umbenannt wurde. Noch zur selben Zeit unterschrieben die drei Sänger nach erfolgreichem Vorsingen im Tonstudio bei den Produzenten von Cat Music einen Plattenvertrag. Dies war der Beginn seiner Karriere.
Zu Beginn des Jahres 2000 traf er auf die aus Galați stammende Sängerin Giulia Anghelescu. Duță schlug ihr vor, eine Band
unter dem Namen Candy zu gründen, die aus Anghelescu und drei weiteren Sängerinnen bestand. Auf diesen Vorschlag ging
Anghelescu ein und gründete mit Elena Vasilache und Claudia Pavel das Trio Candy, die schon nach kurzer
Zeit mit dem Lied Mergem la mare („Wir gehen zum Meer“) einen Hit landeten.
Der im Sommer 2001 veröffentlichte Song Te voi pierde (Ich werde dich verlieren) stieg in den rumänischen Charts auf Platz eins. 2004 folgten die Singles Clipe (Momente) und 2008 Vorbe care dor (Worte die weh tun), die ebenfalls Platz eins erreichten. An allen drei Liedern war Duță am Schreiben der Texte beteiligt. 2008 erklärten Duță neben Șipoș und Budeanu, dass sie die Gruppe auflösen und vorerst getrennte Wege gehen wollen. Nach dem Ausstieg aus der Band wandte er sich der Produktion von Songs anderer Sänger zu, darunter Elena Gheorghe mit ihrer Single The Balkan Girls, die Platz 19 in den Romanian Top 100 erreichte.
2012 veröffentlichte er mit Andreea Bănică den Song Shining Heart, der für sieben Wochen auf Platz eins in den „Romanian Top Ten“ stand. Beide Sänger wurden noch im gleichen Jahr für das Lied mit dem Romanian Music Award for Best Song ausgezeichnet.
2014 feierte Duță mit Șipoș und Budeanu ein Comeback mit 3rei Sud Est, im gleichen Jahr gewann er den Romanian Music Award for Best Producer als bester Produzent des Jahres.
Seit 1993 ist Laurențiu Duță mit Ianula liiert, seit 2006 verheiratet und seit 2008 haben sie eine Tochter, Lorena.

## Diskografie

### Alben mit „3rei Sud Est“
- 1998: 3rei Sud Est
- 1998: 3rei Sud Est Mix
- 1999: Mileniul III
- 1999: Viseul meu
- 2000: Îmi plac ochii tăi
- 2001: Te voi pierde
- 2001: Sentimental
- 2002: Top
- 2003: Symbol
- 2005: Cu capu-n nori
- 2007: Iubire
- 2007: Best Of 3SE 1997-2007

### Singles
- 2009: Visător
- 2009: Împreună
- 2009: The light
- 2011: Umbra ta
- 2011: De ziua ta
- 2011: Strada fără nume
- 2011: Pearls of Summer (feat. Bentu de Soli)
- 2012: Shining Heart (feat. Andreea Bănică)
- 2015: Raza mea de soare (feat. Kaira)

## Auszeichnungen
Romanian Music Awards Gewonnen
- 2012: Lifetime Award
- 2014: Romanian Music Award for Best Producer

Romanian Music Award for Best Pop
- 2009: Für den Song Visător

Romanian Music Award for Best Song
- 2012: Für den Song Shining Heart